# Moucherolle des aulnes
Empidonax alnorum
Ne doit pas être confondu avec Moucherolle des saules.
Espèce
Statut de conservation UICN

 LC  : Préoccupation mineure
Le Moucherolle des aulnes (Empidonax alnorum) est une espèce d'oiseau appartenant à la famille des Tyrannidae.

## Description
Le moucherolle des aulnes a le dessus vert-olive sombre légèrement brunâtre sur le croupion et le haut de la queue, la calotte est habituellement plus sombre que le dessus. Les ailes sont marron foncé, la petite couverture est similaire au dessus, les moyenne et grande couvertures sont pointillées de brun-olive clair à chamois clair qui forme 2 bandes distinctes, l'extrémité des secondaires est identique, l'intérieur des primaires est faiblement bordé de chamois très clair. La queue est brun grisâtre foncé avec le bout extérieur des rectrices blanc mat. La gorge est blanche. Sur la poitrine, une bande avec les côtés adjacents allant du brunâtre clair au gris-olive. Le dessous, incluant les ailes, est blanc, teinté plus ou moins de jaune clair.

## Répartition
Le moucherolle des aulnes est présent au nord de l'Argentine (présence isolée), dans la moitié sud du Belize (passage), au nord-ouest de la Bolivie, à l'extrême sud-ouest du Brésil, au Canada, en Colombie (à l'exception de la côte ouest et de l'est), au Costa Rica, à Cuba, en Équateur (à l'exception de la côte ouest), aux États-Unis, au Guatemala (à l'exception du nord), au Honduras, au sud et sur la côte est du Mexique, au Nicaragua, au Panama, à l'extrême nord du Paraguay (présence isolée), au Pérou (à l'exception de la côte ouest), à Saint-Pierre-et-Miquelon, à l'ouest du Venezuela (présence isolée).

Carte de répartition
Aire de nidification
Voie migratoire
Aire d'hivernage

## Habitat
Cette espèce fréquente les forêts broussailleuses, les buissons, la lisière des forêts à feuillage caduc, les marécages, le bord des cours d'eau.   

## Nidification
Cette espèce nidifie de l'est de l'Alaska au centre du Québec et au sud-ouest de Terre-Neuve-et-Labrador, du sud au centre de la Colombie-Britannique, au nord du Minnesota, New York et la Nouvelle-Angleterre, dans les Appalaches, au moins à l'ouest du Maryland. Elle passe les hivers dans l'ouest de l'Amérique du Sud jusqu'en Argentine.

Elle construit son nid dans les buissons d'aulne et divers arbustes, dans les tourbières le long des bords marécageux des lacs, dans les broussailles le long des cours d'eau.

## Sous-espèces
D'après la classification de référence (version 7.2, 2017) du Congrès ornithologique international, cette espèce ne compte pas de sous-espèces.